# الشعوة (الحديدة)

تعديل مصدري - تعديل

الشعوه هي إحدى قرى مديرية السخنة، التابعة لمحافظة الحديدة اليمنية، بلغ تعداد سكانها 3090 نسمة حسب الإحصاء الذي جرى عام 2004.تتكون من اربعه احياءهي الدير الاعلى والمحلة وكريدمه والضبر تحيط بجبل صغير،، ، يمر بجوارها وادي جاحف يعمل معظم سكانها في الزراعة والرعي...